# Finale de la Coupe du monde de football 2002
La finale de la Coupe du monde de football 2002 est le match de football concluant la 17e Coupe du monde, organisée en Corée du Sud et au Japon. Elle a lieu le 30 juin 2002 au Stade international de Yokohama à 20 h. Cette finale oppose pour la toute première fois dans l'histoire en Coupe du monde le Brésil et l'Allemagne, qui sont les deux nations qui ont le meilleur palmarès et qui comptent le plus de participations et de matchs joués en phase finale.
La victoire va à l'équipe du Brésil qui bat l'équipe d'Allemagne 2-0 grâce à deux buts de Ronaldo marqués aux 67e et 79e minutes.
Ronaldo obtint le Soulier d'Or du tournoi, finissant meilleur buteur avec 8 buts. C'est le cinquième titre mondial du Brésil qui assoit à l'occasion son statut de « meilleure équipe au monde ». Cafu, le capitaine brésilien, devient le premier joueur à disputer trois finales de Coupe du monde successives, et c'est lui qui soulève le trophée au nom de son équipe.

## Feuille de match
| 30 juin 2002                      | Allemagne | 0 - 2 | Brésil                                 | Yokohama International Stadium, Yokohama           |                                                    |
| 20:00 · Historique des rencontres |           |       | 67e Ronaldo · 79e Ronaldo (Kléberson ) | Spectateurs : 69 029 Arbitrage : Pierluigi Collina | Spectateurs : 69 029 Arbitrage : Pierluigi Collina |
| 20:00 · Historique des rencontres | (Rapport) |       |                                        | Spectateurs : 69 029 Arbitrage : Pierluigi Collina | Spectateurs : 69 029 Arbitrage : Pierluigi Collina |

| Allemagne | Brésil |

| ALLEMAGNE :      |    |                     |  |    |     |
|                  |    |                     |  |    |     |
| GB               | 1  | Oliver Kahn         |  |    |     |
| ArG              | 21 | Christoph Metzelder |  |    |     |
| ArC              | 5  | Carsten Ramelow     |  |    |     |
| ArD              | 2  | Thomas Linke        |  |    |     |
| AiG              | 17 | Marco Bode          |  |    | 83e |
| MDf              | 16 | Jens Jeremies       |  |    | 77e |
| MDf              | 8  | Dietmar Hamann      |  |    |     |
| AiD              | 22 | Torsten Frings      |  |    |     |
| MOf              | 19 | Bernd Schneider     |  |    |     |
| AtG              | 7  | Oliver Neuville     |  |    |     |
| AtD              | 11 | Miroslav Klose      |  | 9e | 74e |
| Remplacements :  |    |                     |  |    |     |
| Att              | 20 | Oliver Bierhoff     |  |    | 74e |
| Att              | 14 | Gerald Asamoah      |  |    | 77e |
| MOf              | 6  | Christian Ziege     |  |    | 83e |
| Sélectionneurs : |    |                     |  |    |     |
| Rudi Völler      |    |                     |  |    |     |

| BRÉSIL :            |    |                  |  |    |     |          |
|                     |    |                  |  |    |     |          |
| GB                  | 1  | Marcos           |  |    |     |          |
| ArD                 | 2  | Cafú             |  |    |     |          |
| DC                  | 3  | Lúcio            |  |    |     |          |
| DC                  | 4  | Roque Júnior     |  | 6e |     |          |
| DC                  | 5  | Edmílson         |  |    |     |          |
| ArG                 | 6  | Roberto Carlos   |  |    |     |          |
| MDf                 | 8  | Gilberto Silva   |  |    |     |          |
| MJ                  | 11 | Ronaldinho       |  |    | 85e |          |
| MDf                 | 15 | Kleberson        |  |    |     |          |
| Att                 | 10 | Rivaldo          |  |    |     |          |
| Att                 | 9  | Ronaldo          |  |    | 90e | 67e, 79e |
| Remplacements :     |    |                  |  |    |     |          |
| MOf                 | 19 | Juninho Paulista |  |    | 85e |          |
| Att                 | 17 | Denílson         |  |    | 90e |          |
| Sélectionneur :     |    |                  |  |    |     |          |
| Luiz Felipe Scolari |    |                  |  |    |     |          |

| Assistants : Leif Lindberg Philip Sharp Quatrième arbitre : Hugh Dallas |